# McLaren MP4-19
Der McLaren MP4-19 war der Formel-1-Rennwagen von McLaren für die Formel-1-Saison 2004. Er folgte dem in der vorhergehenden Saison eingesetzten McLaren MP4-17D.

## Hintergrund
McLaren bestritt die Formel-1-Saison 2003 in dem stark überarbeiteten Vorjahreswagen McLaren MP4-17 der Saison 2002, genannt McLaren MP4-17D. Ein Wagen für die Saison 2003 wurde unter dem Namen McLaren MP4-18 entwickelt, allerdings nie eingesetzt, da Probleme mit der Kühlung auftraten, die nicht gelöst werden konnten, da das von Adrian Newey konstruierte Auto zu radikal designt wurde. Aus diesem nie eingesetzten Wagen wurde der McLaren MP4-19 entwickelt.
Der MP4-19 erwies sich zu Anfang der Saison als sehr unzuverlässig und im Vergleich zur Konkurrenz als zu langsam, sodass ab dem 10. Saisonrennen in Frankreich ein überarbeitetes Modell, der MP4-19B eingesetzt wurde. Mit diesem Wagen gelang Kimi Räikkönen auf Anhieb eine Podestplatzierung.

## Fahrer
McLaren hielt an der erfolgreichen Fahrerpaarung aus den beiden Vorjahren fest: mit der Startnummer 5 der Schotte David Coulthard und der Vizeweltmeister des Vorjahres, der Finne Kimi Räikkönen, mit der Startnummer 6. Als Testfahrer fungierten der Österreicher Alexander Wurz und der Spanier Pedro de la Rosa.

## Saison 2004
Die Saison 2004 verlief für McLaren mehr als enttäuschend. McLaren war es während der gesamten Saison nicht möglich, in den Titelkampf einzugreifen. Der MP4-19 erwies sich vor allem zu Anfang der Saison als extrem unzuverlässig, des Öfteren erlitt das Auto einen Motorschaden. Eine Podestplatzierung konnte erst zum 11. Saisonrennen in Großbritannien erreicht werden, ein zweiter Platz herausgefahren von Kimi Räikkönen. Ein Sieg gelang in der Saison nur einmal, im 14. Saisonrennen in Belgien, wiederum von Kimi Räikkönen.

## Ergebnisse
| Fahrer               | Nr.                  | 1   | 2   | 3   | 4  | 5  | 6   | 7   | 8 | 9 | 10 | 11 | 12  | 13  | 14 | 15  | 16 | 17  | 18 | Punkte | Rang |
| -------------------- | -------------------- | --- | --- | --- | -- | -- | --- | --- | - | - | -- | -- | --- | --- | -- | --- | -- | --- | -- | ------ | ---- |
| Formel-1-Saison 2004 | Formel-1-Saison 2004 |     |     |     |    |    |     |     |   |   |    |    |     |     |    |     |    |     |    | 69     | 5.   |
| D. Coulthard         | 5                    | 8   | 6   | DNF | 12 | 10 | DNF | DNF | 6 | 7 | 6  | 7  | 4   | 9   | 7  | 6   | 9  | DNF | 11 | 69     | 5.   |
| K. Räikkönen         | 6                    | DNF | DNF | DNF | 8  | 11 | DNF | DNF | 5 | 6 | 7  | 2  | DNF | DNF | 1  | DNF | 3  | 6   | 2  | 69     | 5.   |

| Legende  | Legende            | Legende                                                          |
| Farbe    | Abkürzung          | Bedeutung                                                        |
| -------- | ------------------ | ---------------------------------------------------------------- |
| Gold     | –                  | Sieg                                                             |
| Silber   | –                  | 2. Platz                                                         |
| Bronze   | –                  | 3. Platz                                                         |
| Grün     | –                  | Platzierung in den Punkten                                       |
| Blau     | –                  | Klassifiziert außerhalb der Punkteränge                          |
| Violett  | DNF                | Rennen nicht beendet (did not finish)                            |
| Violett  | NC                 | nicht klassifiziert (not classified)                             |
| Rot      | DNQ                | nicht qualifiziert (did not qualify)                             |
| Rot      | DNPQ               | in Vorqualifikation gescheitert (did not pre-qualify)            |
| Schwarz  | DSQ                | disqualifiziert (disqualified)                                   |
| Weiß     | DNS                | nicht am Start (did not start)                                   |
| Weiß     | WD                 | zurückgezogen (withdrawn)                                        |
| Hellblau | PO                 | nur am Training teilgenommen (practiced only)                    |
| Hellblau | TD                 | Freitags-Testfahrer (test driver)                                |
| ohne     | DNP                | nicht am Training teilgenommen (did not practice)                |
| ohne     | INJ                | verletzt oder krank (injured)                                    |
| ohne     | EX                 | ausgeschlossen (excluded)                                        |
| ohne     | DNA                | nicht erschienen (did not arrive)                                |
| ohne     | C                  | Rennen abgesagt (cancelled)                                      |
| ohne     | keine WM-Teilnahme |                                                                  |
| sonstige | P/fett             | Pole-Position                                                    |
| sonstige | 1/2/3/4/5/6/7/8    | Punktplatzierung im Sprint-/Qualifikationsrennen                 |
| sonstige | SR/kursiv          | Schnellste Rennrunde                                             |
| sonstige | *                  | nicht im Ziel, aufgrund der zurückgelegten Distanz aber gewertet |
| sonstige | ()                 | Streichresultate                                                 |
| sonstige | unterstrichen      | Führender in der Gesamtwertung                                   |